# Ochiryn Odguerel
Ochiryn Odguerel (12 de abril de 1972) es un deportista mongol que compitió en judo. Ganó una medalla en los Juegos Asiáticos de 1998, y tres medallas en el Campeonato Asiático de Judo en los años 1997 y 2001.

## Palmarés internacional
| Juegos Asiáticos    | Juegos Asiáticos      | Juegos Asiáticos  | Juegos Asiáticos |
| Año                 | Lugar                 | Medalla           | Categoría        |
| ------------------- | --------------------- | ----------------- | ---------------- |
| 1998                | Bangkok (Tailandia)   | Medalla de bronce | +100 kg          |
| Campeonato Asiático |                       |                   |                  |
| Año                 | Lugar                 | Medalla           | Categoría        |
| 1997                | Manila (Filipinas)    | Medalla de plata  | +95 kg           |
| 2001                | Ulán Bator (Mongolia) | Medalla de bronce | +100 kg          |
| 2001                | Ulán Bator (Mongolia) | Medalla de bronce | Abierta          |